# ウリクサ
ウリクサ（瓜草、学名: Lindernia crustacea）は、アゼナ科アゼナ属の一年草。畑や空き地などに生える雑草。
和名は、果実の形がマクワウリに似ていることによる。

## 特徴
花期は８〜１０月、茎のあちこちに花をつける。がくは筒状で先端が５裂する。上唇は小さく、下唇は広く３裂する。雄蕊は４本。

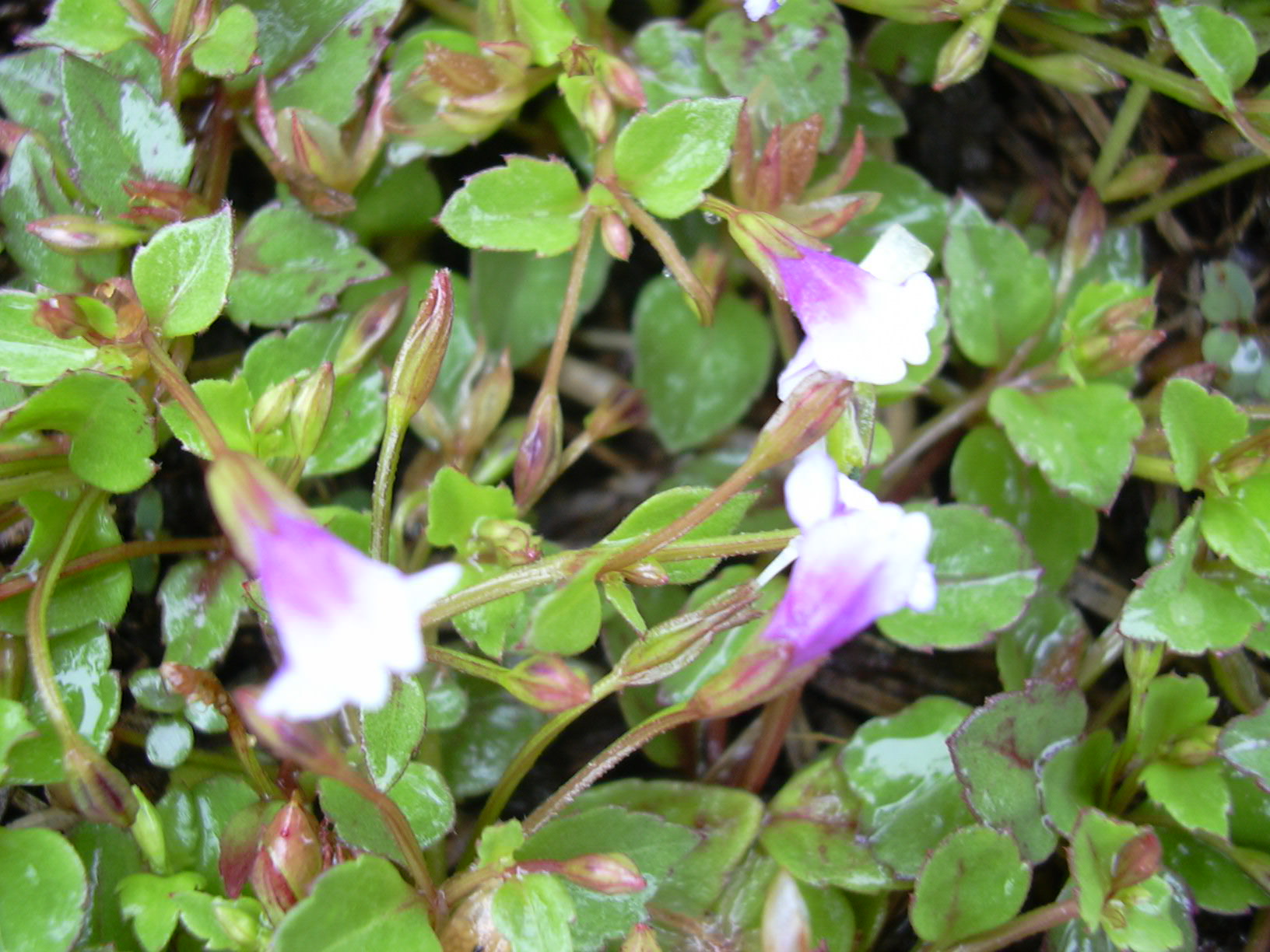
花

## 分布
日本全土、朝鮮半島、中国、東南アジアなどに分布する。